# 富士號戰艦
富士是日本海軍的戰艦。富士級戰艦一號艦。與其餘五艘日本戰艦（敷島、八島、初瀬、朝日、三笠）在1904年至1905年的日俄戰爭中組成日本主要戰艦群。本艦是繼富士山艦後另一艦以日本著名高峰富士山命名的日本海軍艦船。

## 概要
富士和姊妹艦八島是最早二艘外國為日本製造的戰艦。因為日本在當時未有能力自行製造現代鋼製軍艦，本艦在1894年黄海海战前，向英國泰晤士鐵工所訂購，设计由君權級前无畏舰缩小主炮和吨位而来。
在1897年富士從泰晤士鐵工所交付，幫助日本艦隊在日俄戰爭形成戰艦群核心。其後兩次在1904年2月9日的旅順（亞瑟港）砲擊期間被擊中，其後在3月22日再次砲擊旅順。1904年8月10日，參與了黃海海戰。
在1905年5月27日的對馬海峽海戰中，富士被11發砲彈命中，而在返航時致命地擊中俄羅斯的博羅季諾號戰艦(Borodino)，導致該艦爆炸並沉沒，當中的830名乘員僅有1人生還。
日俄戰爭結束，富士被安排整修，其中包括換上新鍋爐。1910年，艦上由英國製造的艦砲均由日本製造的所替化，並且艦種被更加為一等海防艦並負起訓練砲手及水兵的責任。其後在第一次世界大戰時因本艦太過落伍，所以沒有進行戰鬥任務，整個一戰時期都在吳港中作為訓練船。
1922年，富士被解除了武裝，但被允许作為適應船保留。其推進器、主艦橋、所有砲門均被移除，但增加了巨大的木製甲板屋結構，並且使用弄平了的平臺蓋成主甲板。保留為浮動營房和培訓中心在橫須賀超過二十年。於1944年，老舊的富士被用作為開發中心及觀察站，並使用1米長的日本航空母艦模型去測試各種各樣有效率的偽裝計劃。
在二戰末期，富士即使遭受了美國的空襲，也被顺利保留下來，但最後仍在1948年于橫須賀被解體。

## 艦歷
- 1894年8月1日 於英國泰晤士鐵工所動工。
- 1896年3月31日 進水。
- 1897年6月14日 參加維多利亞女王即位60周年記念的觀艦式。
- 1897年8月17日 竣工。
- 1897年10月31日 到達橫須賀。
- 1898年3月21日 一等戰艦。
- 1898年11月19日 成為常備艦隊親閲御召艦。
- 1904年 以第1艦隊第1戰隊3號艦參加日俄戰爭。
  - 2月6日開始 參加旅順港閉塞作戰。
  - 8月10日 參加黄海海戰。
- 1905年5月27日、28日 參加對馬海峽海戰。
- 1911年8月28日 一等海防艦。
- 1912年 練習艦。
- 1922年9月1日 運送特務艦。
- 1922年12月1日 練習特務艦。
- 1945年11月30日 除籍。
- 1948年 於横須賀解體。

## 同級艦
| 船名 | 圖片 |
| ---- | ---- |
| 八島 |      |

## 關連項目
- 大日本帝國海軍艦艇一覽

## 外部連結
- （日語）